# وارتن
وارتن (به هلندی: Wartena) یک منطقهٔ مسکونی در هلند است که در بوارن استریم واقع شده‌است. وارتن ۹۱۵ نفر جمعیت دارد.